# PZL P.11
Le PZL P.11 est un avion de chasse polonais, conçu au début des années 1930 par PZL à Varsovie.
Il a été brièvement considéré comme l'avion de combat ayant la conception la plus avancée au  monde.
Le PZL P.11 a servi comme principal chasseur polonais pour la défense lors de la campagne de Pologne en 1939, mais il a été vite dépassé en raison des progrès rapides dans la conception des avions.

## Conception et développement
L'histoire du PZL P.11 a commencé en 1929, quand un designer de talent, Zygmunt Puławski (en), conçut un chasseur monoplan structure et revêtement métal.
Alors que la plupart des armées dans le monde utilisaient encore des biplans, les nouveaux P.1 avaient des ailes en mouette surélevées qui offraient au pilote un excellent champ de vision.
Un deuxième prototype, le P.6, fut achevé l'année suivante.
La conception a suscité un vif intérêt à travers le monde, la conception fut appelée « aile polonaise » ou « aile Puławski ».
Une version améliorée, le PZL P.7, fut produite pour l'armée de l'air polonaise dans une série de 150 unités.
Après la conception du P.7, Puławski a étudié d'autres versions avec des moteurs plus puissants, pour aboutir au P.11.
Puławski était mort, victime d'un accident d'avion lorsque le premier prototype P.11/1 vola en août 1931.
Suivirent deux prototypes légèrement modifiés, le P.11/II et le P.11/III. La première version commandée par l'armée de l'air polonaise, le P.11a, était considérée comme un modèle provisoire construit en une série de 30 exemplaires.
Similaire au P.7, il reçut le moteur en étoile Bristol Mercury IV S2 de 575 ch (429 kW), fabriqué en Pologne sous licence.
La version finale destinée aux forces aériennes polonaises, le P.11c avait un nouveau fuselage affiné et le moteur abaissé dans le nez pour donner au pilote une meilleure vision. La partie centrale de l'aile était également modifiée. La production du P.11c a commencé en 1934 et 175 exemplaires ont été construits. La première série, d'environ 50 avions P.11c, a été équipée du Mercury S2 V de 600 ch (447 kW), le reste du Mercury VI S2 de 630 ch (470 kW).
Cette production limitée a pu sembler irresponsable de la part du gouvernement polonais, avec l'aviation de l'Armée rouge atteignant des milliers d'exemplaires et l'Allemagne accroissant sa production à une échelle sans précédent. Même sans la nouvelle usine WP2 de Mielec, les PZL pouvaient être produits à au moins 10 chasseurs par mois. Toutefois, le commandement du wojskowe Lotnictwo (Armée de l'air) était encore en train d'étudier des concepts différents sur l'utilisation de chasseurs et des bombardiers, tandis que les bureaux d'étude polonais élaboraient des conceptions très avancées. La mort prématurée de Zygmunt Puławski a également compliqué l'affaire.

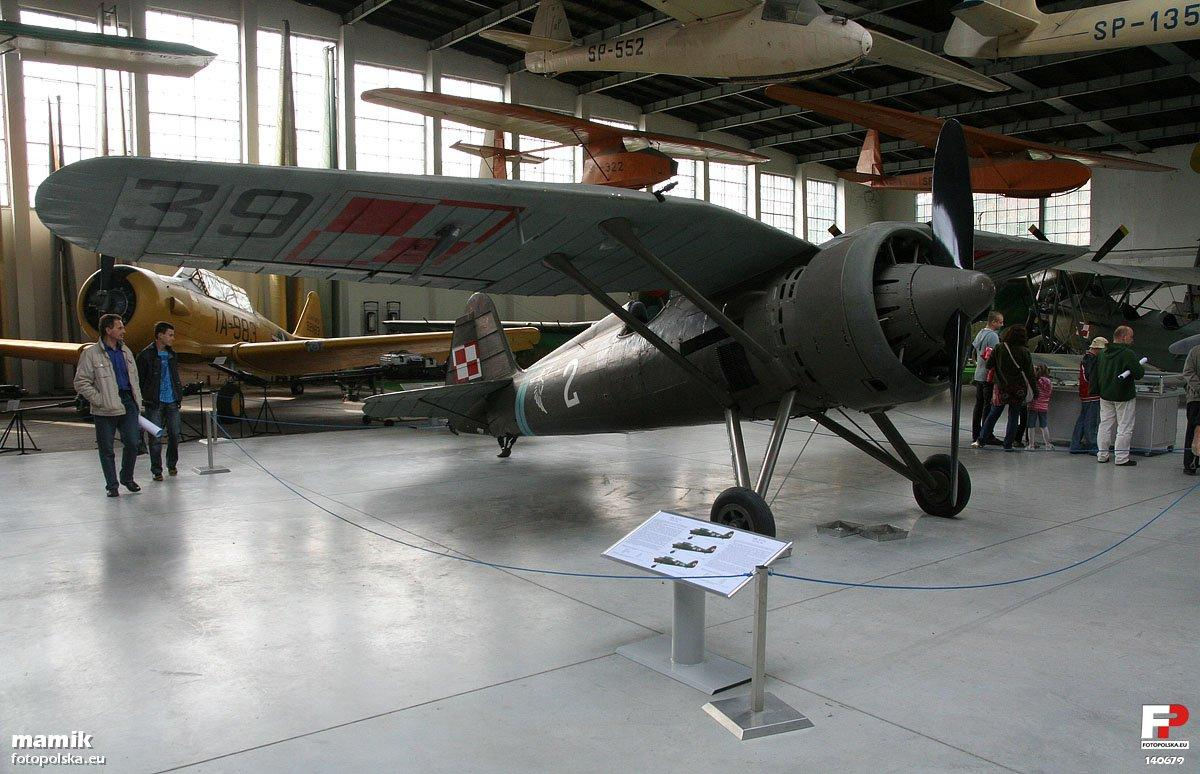

En dehors de la Pologne, la Roumanie était intéressée par le nouveau modèle. Avant même la production du P.11a, 50 avions désignés P.11b ont été produits pour la Force aérienne roumaine et livrés en 1932. Semblables aux P.11a, ils étaient équipés de moteurs Gnome et Rhône 9K Mistral. À la sortie du P.11c, les Roumains ont décidé d'acheter une licence et produire le nouveau modèle à l'usine IAR. En conséquence, à partir de 1936 l'IAR a construit 70 appareils IAR P.11f avec une légère mise à jour du 9K. Les Roumains ont aussi produit un autre chasseur polonais, le PZL P.24, développé à partir du P.11 destiné exclusivement à l'exportation. Certains autres pays étaient intéressés par le P.11, mais finalement, la Bulgarie, la Grèce et la Turquie, ont acheté le P.24 à la place.
Lorsque le P.11 entré en service en 1934, il était  sans nul doute le chasseur le plus avancé au monde. Toutefois, en raison des progrès rapides dans la technologie aéronautique, ils furent obsolètes, en 1939, dépassé par les modèles à ailes cantilever avec le train d'atterrissage rétractable comme le Polikarpov I-16 soviétique ou le Bf-109 allemand. Malheureusement, il est resté le seul chasseur polonais en service, totalisant environ 185 exemplaires, répartis dans les six régiments de l'air et l'école d'aviation de Deblin. Bien que conscient de obsolescence du P.11, l'aviation polonaise avait placé ses espoirs dans le nouveau PZL.50 Jastrząb (en), qui a subi des retards répétés. Quand il est devenu évident que le PZL.50 ne serait pas en service à temps pour une guerre qui se profilait clairement, il a été envisagé de produire une version actualisée P.11, équipée du Mercury VIII de 840 ch (626 kW) et d'un cockpit fermé, connue sous le nom P.11g Kobuz. Seul le prototype du P.11g avec une vitesse maximale à un niveau encore lent de 390 km/h a volé avant la guerre, en août 1939.
Compte tenu de l'indisponibilité du PZL.50, le seul espoir de remplacer les P.11 obsolètes résidait dans l'acquisition de chasseurs modernes étrangers. En 1939, après avoir reçu les crédits nécessaires, la Pologne a commandé à la France 120 Morane-Saulnier MS.406 et à la Grande-Bretagne 14 Hurricane I, et un Spitfire I pour essais, en plus des 100 bombardiers légers Fairey Battle. Aucun de ces avions n'a été livré à la Pologne avant septembre 1939.

## Histoire opérationnelle

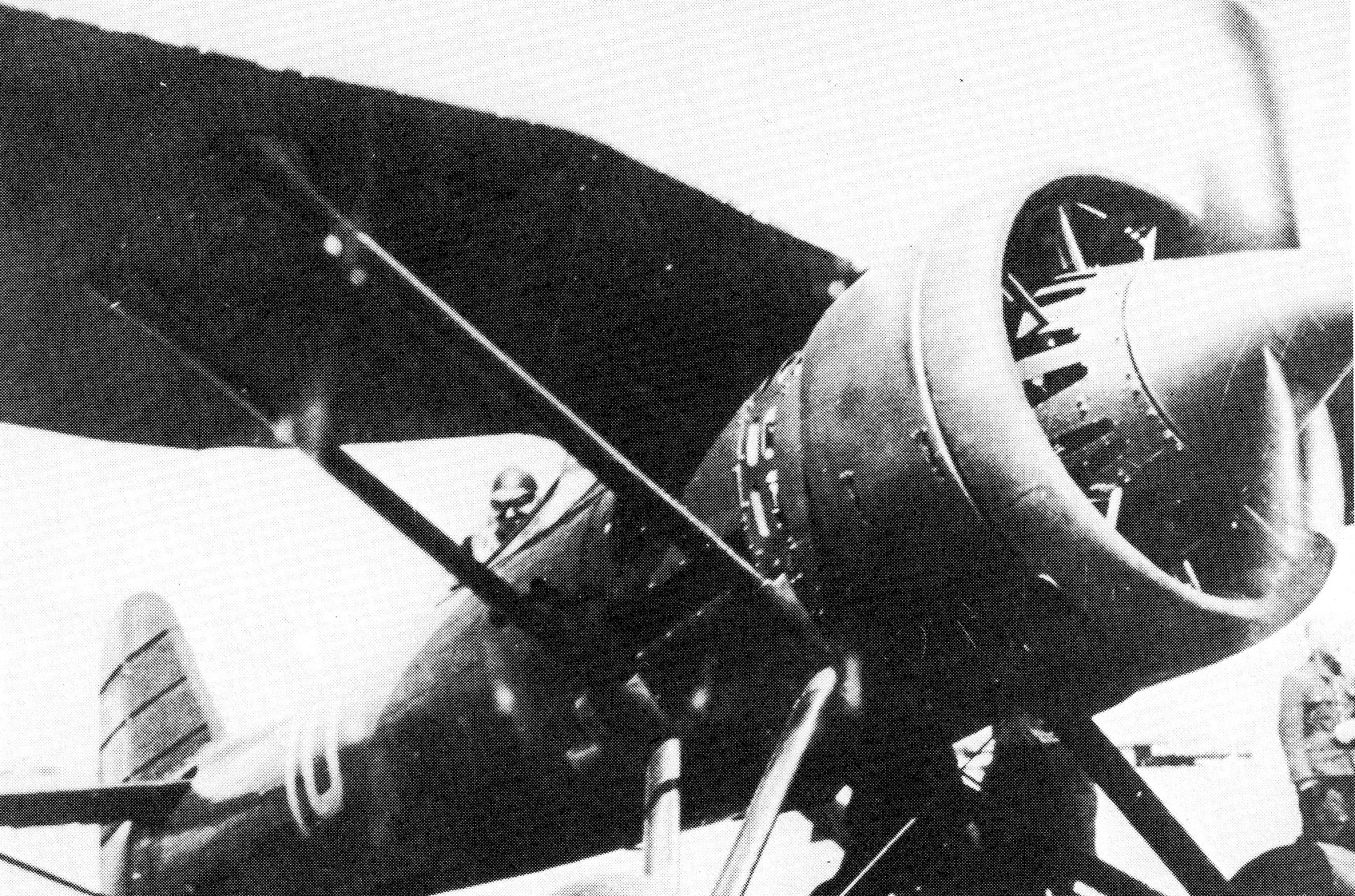

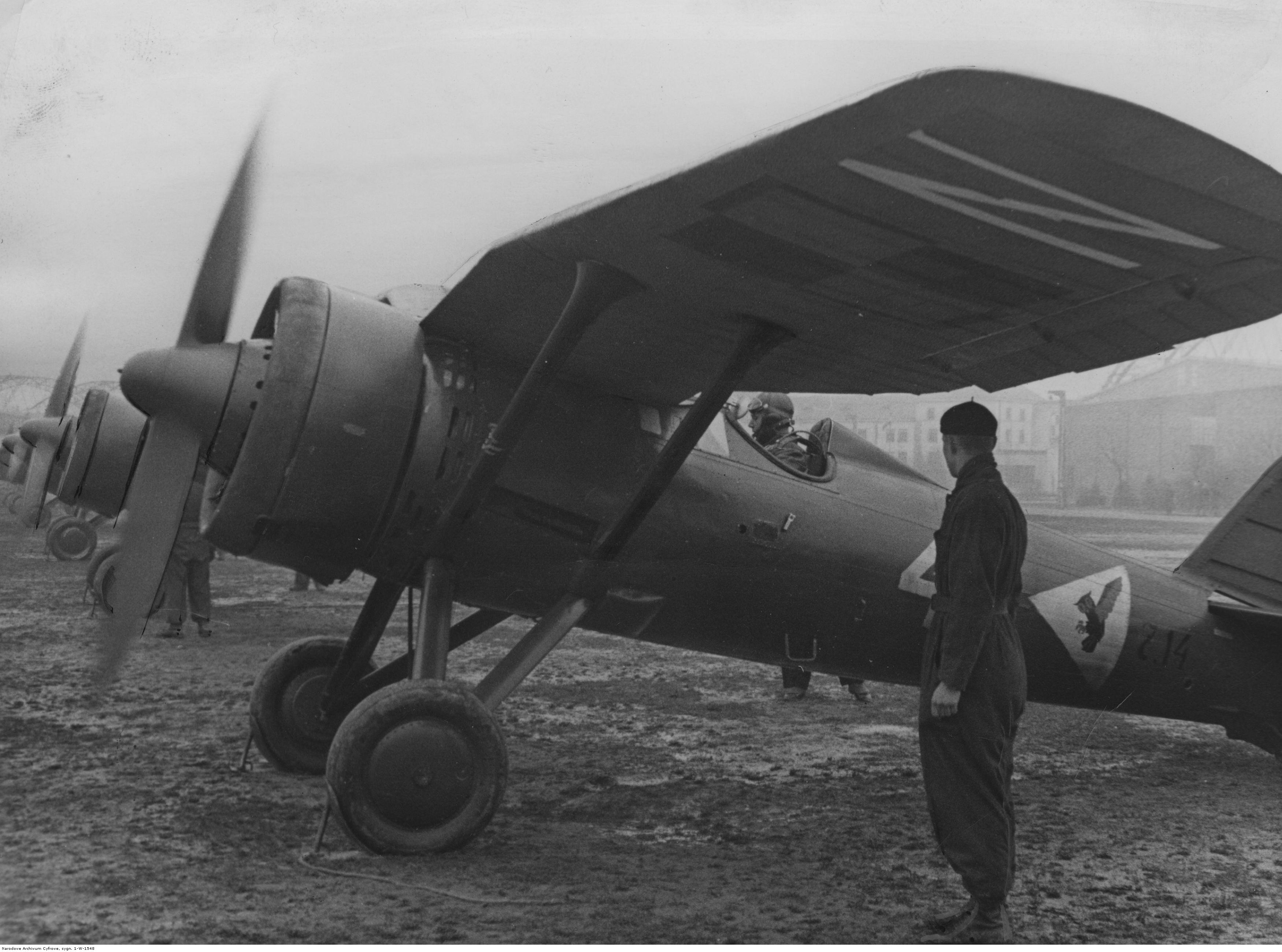

Lors du déclenchement de la Seconde Guerre mondiale, le 1er septembre 1939, l'aviation polonaise disposait de 109 PZL P.11c, 20 P.11a et 30 P.7a dans des unités combattantes (comme dans la 161e escadrille de chasse polonaise...). De plus, 43 avions P.11c étaient en réserve ou en cours de réparation. Seul un tiers des P.11c étaient armés de quatre mitrailleuses, le reste n'en comptait que deux, encore moins avaient une radio. Le P.11 ont été utilisés dans 12 escadrons, chacun avec 10 avions (deux escadrons constituaient un groupe, en polonais : dywizjon). Deux groupes - quatre escadrons - la Brigade Pursuit ont été déployés autour de Varsovie, les autres étant affectés aux armées. Tous ont pris part à la défense pendant l'invasion de la Pologne. Outre les unités de combat, plusieurs avions P.11, y compris un prototype P.11g, ont été utilisés dans des unités improvisés dans les bases aériennes.

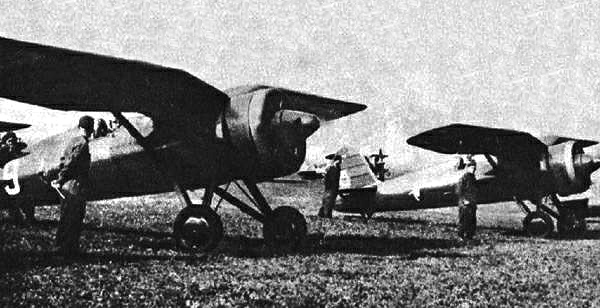

Le 1er septembre 1939, les escadrons de chasse avaient été affectés à des aérodromes distants, de sorte qu'ils n'ont pas été bombardés par les Allemands. Au cours de la campagne de Pologne, le P.11 a combattu contre des bombardiers et chasseurs allemands plus modernes. Non seulement les Messerschmitt Bf 109 et Bf 110 allemands étaient plus rapides et mieux armés, mais aussi la plupart des bombardiers allemands étaient plus rapides. Étant donné que les chasseurs P.11 avait eu des années d'utilisation intensive avant la guerre, leur vitesse maximale était encore plus faible que leurs 375 km/h théoriques. Les P.11a étaient dans un état encore pire.
Une autre insuffisance grave était leur petit nombre, ce qui signifiait que les missions impliquant des groupes supérieurs à environ 20 avions ont rarement été entreprises et les machines de réserve étaient pratiquement inutilisables.
Cependant l'avion de chasse polonais, qui avait une meilleure manœuvrabilité, de par sa conception offrait une bien meilleure visibilité du cockpit que l'avion allemand. Le P.11 était de construction robuste, présentait un bon taux de montée et pourrait opérer à partir de terrains courts, rustiques et sans revêtement. Sa construction très solide l'autorisait à atteindre jusqu'à 600 km/h en piqué sans risque d'arrachement des ailes. Théoriquement, la seule limite à ses manœuvres était la capacité du pilote à supporter des facteurs de charge élevés. Ainsi en dépit de la supériorité allemande, les P.11 ont réussi à abattre un nombre considérable d'avions allemands, dont des chasseurs, tout en subissant cependant de lourdes pertes. Les chiffres exacts ne sont pas entièrement vérifiés. Un total de 285 avions allemands ont été perdus selon les dossiers de la Luftwaffe, dont au moins 110 victoires au crédit du P.11 pour la perte d'environ 100 des leurs. Certains des avions allemands abattus ont été retrouvés plus tard et remis en service, ce qui a permis à la propagande allemande de clamer de moindres pertes au combat.
À l'aube du 1er septembre, le capitaine Mieczysław Medwecki sur P.11c PZL a été abattu par le Rottenführer Leutnant Frank Neubert du I./StG 2 (Stuka), ayant le triste honneur de devenir le premier avion abattu de la Seconde Guerre mondiale. La première victoire aérienne des Alliés fut réalisée 20 minutes plus tard par un ailier de Medwecki, Władysław Gnyś, qui a abattu deux Dornier Do 17 avec son P.11c.
Le P.11c PZL est également le premier appareil à attaquer avec succès par abordage volontaire, un avion ennemi durant la Seconde Guerre mondiale.
La première grande bataille aérienne de la Seconde Guerre mondiale a eu lieu au petit matin le 1er septembre au-dessus du village de Nieporęt, au nord de Varsovie, quand un groupe d'environ 70 bombardiers allemands composé de Heinkel He 111 et de Dornier Do 17 a été intercepté par quelques chasseurs, 20 P.11 et 10 P.7, et a dû abandonner sa mission sur Varsovie.
La plupart des P.11s ont été détruits en 1939, mais 36 ont été évacués en Roumanie et pris en charge par la force aérienne roumaine. En raison de leur obsolescence, ces anciens chasseurs n'ont pas été utilisés au combat, seul un petit nombre a été utilisé pour la formation tandis que les autres ont été démantelés pour pièces de rechange. Certains appareils ont été utilisés par les Allemands pour la formation. Deux PZL P.11 ont été capturés par l'Armée rouge et utilisés pour tests. Un a atterri en Hongrie (près de la ville de Hajdúböszörmény) et a été utilisé comme remorqueur de planeurs par l'Université de Technologie de Budapest.

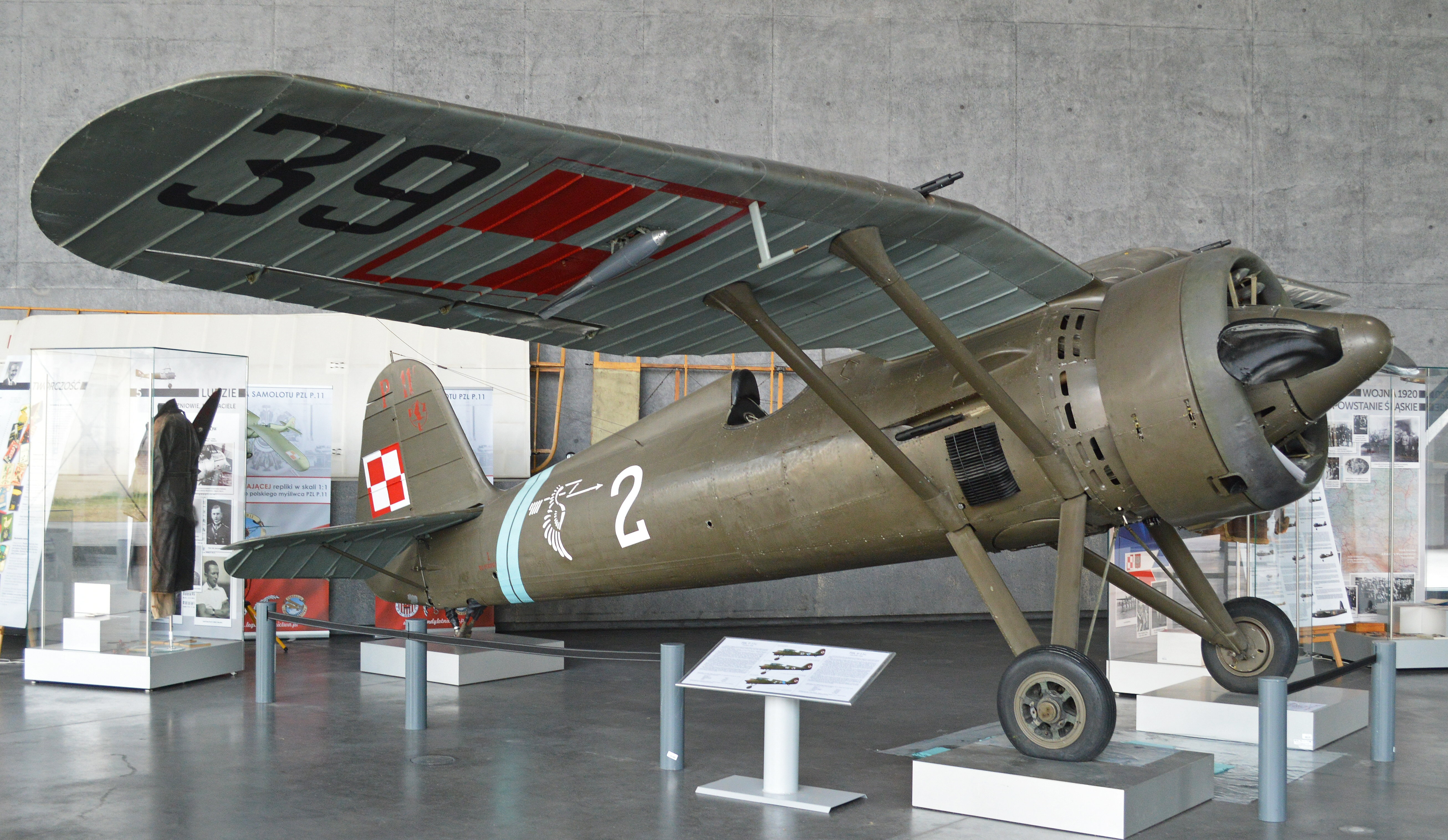

## Rescapés
Le seul survivant des P.11c est exposé au musée de l'aviation polonaise de Cracovie.

## Opérateurs
- Hongrie :

PZL P.11c

  - L'aviation hongroise a exploité un PZL P.11a de la force aérienne polonaise évacué le 23 septembre 1939.
- Bulgarie :
  - Force aérienne bulgare : L'armée de l'air bulgare en a utilisé quelques-uns durant la Seconde Guerre mondiale.
- Lettonie :
  - L'aviation lettone a utilisé un PZL P.11a de la force aérienne polonaise évacué le 17 septembre 1939.
- Pologne :
  - Force aérienne polonaise.
- Roumanie :
  - Force aérienne royale roumaine.
- Union soviétique :
  - L'armée de l'air soviétique a capturé l'avion letton lors de l'invasion de la Lettonie le 17 juin 1940, et deux autres (voir plus haut) comme prise de guerre.

### Développement lié
- PZL P.7
- PZL P.24

### Aéronefs comparables
- Dewoitine D.371
- Loire 46
- Ikarus IK-2
- Polikarpov I-15